# Synanthedon sigmoidea
Synanthedon sigmoidea is een vlinder uit de familie wespvlinders (Sesiidae), onderfamilie Sesiinae.
Synanthedon sigmoidea is voor het eerst wetenschappelijk beschreven door Beutenmüller in 1897. De soort komt voor in het Nearctisch gebied.